# Ghislain Baury
Ghislain Baury és un historiador francès, hispanista i especialista en el monacat cistercenc. Professor de la Universitat de Maine, és membre del comitè de redacció de la revista científica Cîteaux Commentarii cistercienses.
És autor d'obres com La dynastie Rouvière de Fraissinet-de-Lozère: les élites villageoises dans les Cévennes protestantes d'après un fonds d'archives inédit (1403-1908) (Nouvelles presses du Llenguadoc, 2011) i Les religieuses de Castille. Patronage aristocratique et ordre cistercien xiie-xiiie siècles (Presses Universitaires de Rennes, 2012), aquesta segona —en origen la seva tesi doctoral, de 1999- un estudi sobre diversos monestirs femenins de l'Orde del Cister, en concret els de Cañas i Herce (tots dos en l'actual La Rioja) i Vileña (actual província de Burgos), amb pròleg d'Adeline Rucquoi.